# Lago Selawik
El lago Selawik  (del inglés: Selawik  Lake) es un lago localizado en el suroeste del estado de Alaska, en el extremo norte de la península de Alaska, a unos 11 km  al suroeste de la pequeña localidad homónima de Selawik (829 hab. en 2010). Está muy próximo a la costa y comunica directamente con el mar de Chukotka, a través del Hotham Inlet y luego del Kotzebue Sound. Se encuentra junto a la península de Baldwin, dentro del Refugio Nacional de Vida Silvestre Selawik (Selawik National Wildlife Refuge), un área protegida de 8 701,4 km² declarada en 1980. 
Con 1050 km² de superficie, es el tercer lago más grande de Alaska —tras el  Iliamna y el Becharof— y el 17º de Estados Unidos. Tiene 50 kilómetros de largo.

## Historia
Su nombre esquimal fue recogido por primera vez en  1842-1844 por el teniente ruso Lavrenty Zagoskin (1808-1890), que lo escribió como Chilivik, y, probablemente, se refería a una tribu o aldea esquimal. Parece haber sido por una de las expediciones de búsqueda de Sir John Franklin alrededor de 1850.